# 藝術推廣辦事處

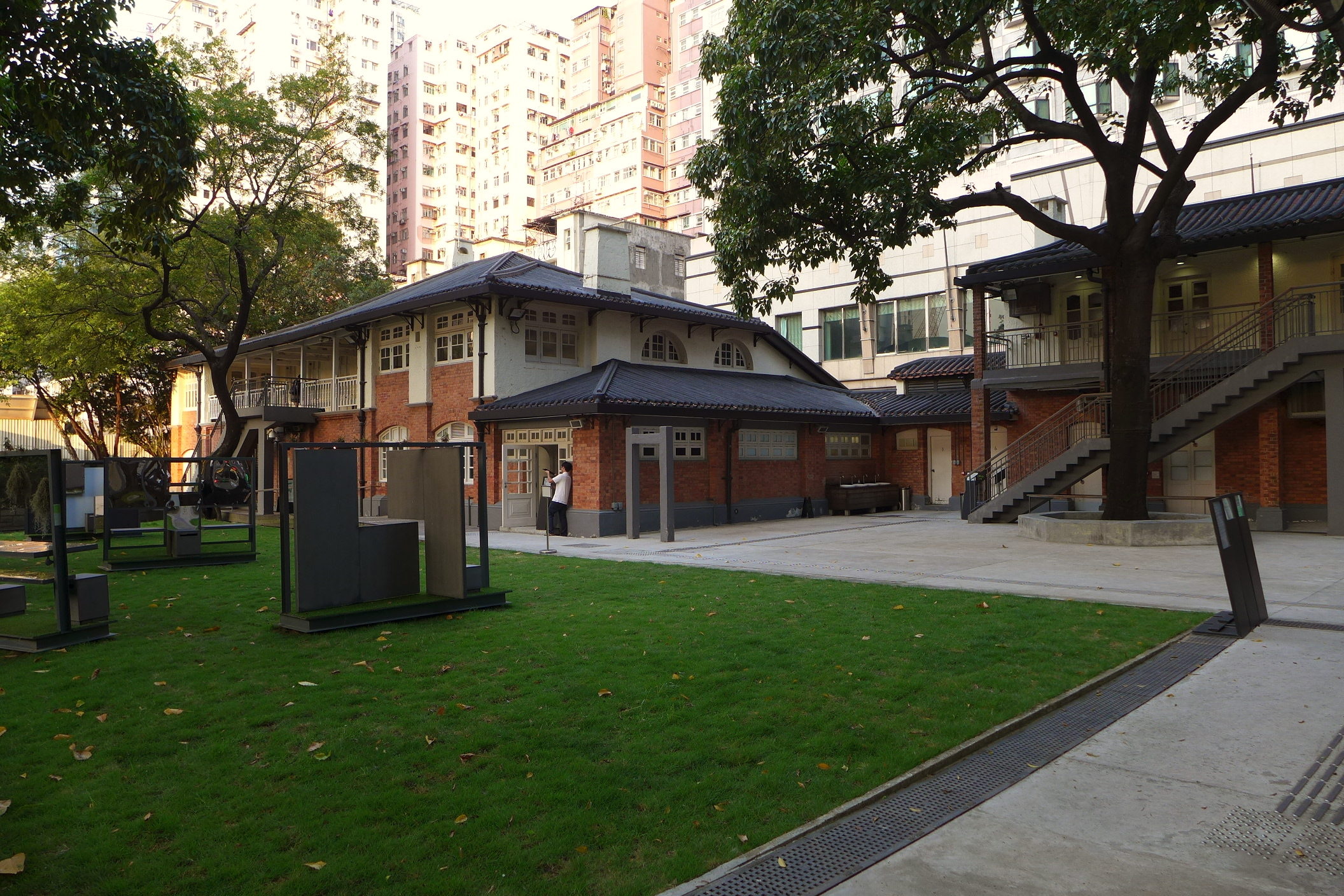
藝術推廣辦事處設於油街實現

藝術推廣辦事處（英語：Art Promotion Office，簡稱APO）是香港特別行政區政府康樂及文化事務署轄下的辦事處，於2001年初成立的辦事處，設於炮台山油街實現，致力為公眾提供高質素、跨地域及多元化的社群藝術活動和公共藝術服務。辦事處透過豁下兩個藝術空間－香港視覺藝術中心及油街實現，提供專業的藝術創作設施及實現創意的交流平台，讓藝術由此起動及實現。辦事處經常與藝術工作者及各有心推廣香港藝術發展的機構、團體及單位，結為策略性的合作夥伴，把不同領域的視覺藝術形式向大眾推介，從而提高公眾對視覺藝術的欣賞力及參與創作的興趣。

## 社群藝術
2010年藝術推廣辦事處改組，藉此重新定位，把藝術推廣服務之一的「社區藝術」改為「社群藝術」，以「人」為本。「社群藝術」的概念不再局限於地域性的「社區」之中，而擴展至包含了不同年齡背景的「社群」。「社群藝術」就是為藝術愛好者，不論是藝術家，還是任何群組，提供合適的環境，讓他們參與各類型的藝術創作活動，並給他們展示作品的機會。辦事處相信，社群藝術能讓不同社群一同參與藝術創作，進行互動，享受過程中的樂趣，亦能豐富其文化生活，提高人們對藝術的欣賞能力。辦事處期望藝術的推廣不但能突破地理的界限，還可以超越心靈的界線，讓藝術體現不同社群共同參與創造的精神。

## 公共藝術
藝術推廣辦事處亦著力加添藝術元素予香港的公共空間之中，從而擴闊和豐富大眾的文化視野，提高市民居住環境的質素。辦事處自1999年起開始籌劃「公眾藝術計劃」，完成項目多樣化，包括為公共屋邨設置藝術徑、在巴士及渡輪上展示藝術作品、於港、九、新界不同的政府設施及公園展示公共藝術等。這些透過公開比賽徵召藝術作品提案或特別委約計劃而裝設的公共藝術作品，由靜態的雕塑、壁畫等視覺藝術逐漸演變至具互動性的藝術設置，不但美化公共環境及生活空間，而且增添了市民的生活趣意。辦事處亦透過舉辦不同類型的公共藝術講座、導賞活動、座談會及交流會，從而提升市民對公共藝術的參與及認識，並為市民及藝術家之間建成一道互動的橋樑，促進彼此的尊重和溝通。

## 外部連結
- 藝術推廣辦事處 官方網頁（页面存档备份，存于）
- 藝術推廣辦事處 臉書 （页面存档备份，存于）